# چارنوتا
چارنوتا (به مجاری:  Csarnóta) یک منطقهٔ مسکونی در مجارستان است که در ناحیه شیکلوش واقع شده‌است.